# John G. Downey

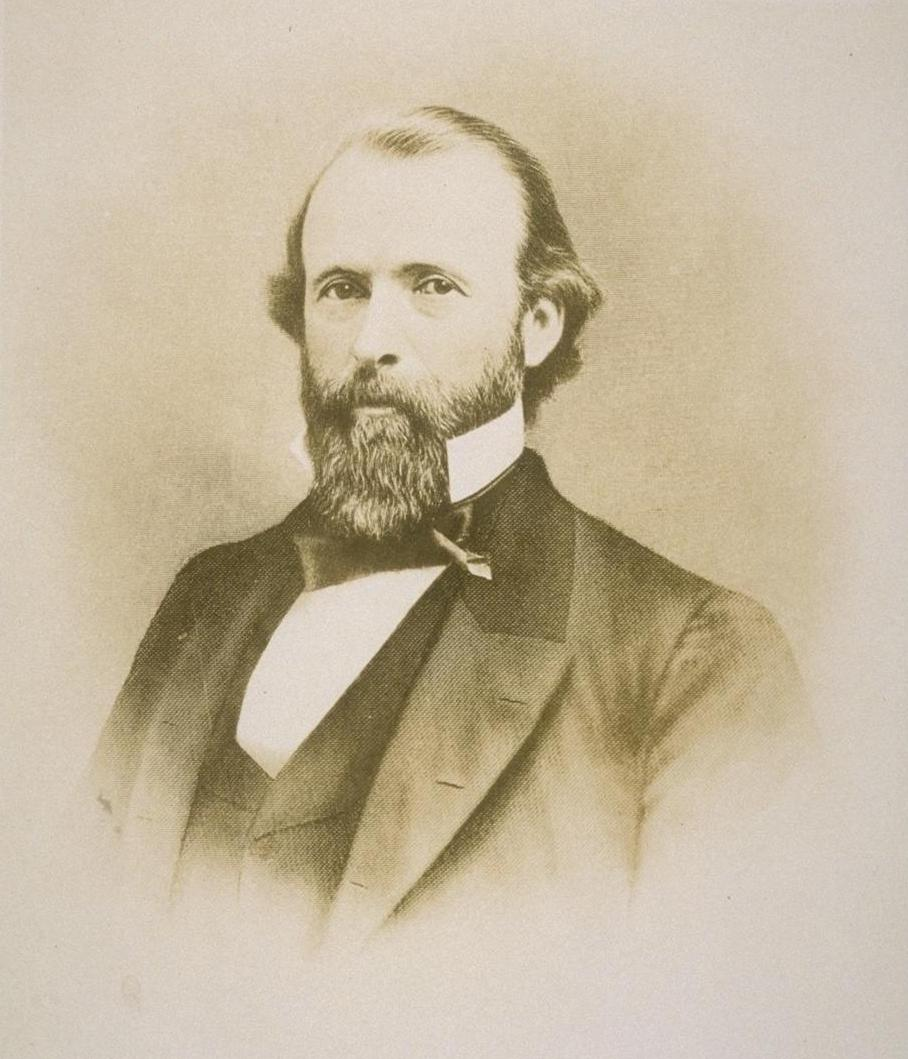
John G. Downey

John Gately Downey, född 24 juni 1827 i grevskapet Roscommon, Irland, död 1 mars 1894 i Los Angeles, var en amerikansk politiker. Han var den sjunde guvernören i delstaten Kalifornien från 14 januari 1860 till 10 januari 1862.
Downey föddes på Irland där fadern Denis Downey 1837 avled. John G. Downey flyttade 1842 till USA med modern Bridget, brodern Patrick samt systrarna Eleanor och Anna. Han bodde först i Maryland och flyttade sedan sexton år gammal hemifrån. Han arbetade först för en apotekare i Washington DC och sedan i Cincinnati.
När Downey hörde om guldruschen, bestämde han sig för att flytta västerut. Han anlände 1849 till Kalifornien där han först bodde i San Francisco innan han skaffade sig en förmögenhet med sin affärsverksamhet i Los Angeles.
Downey var en demokratisk ledamot av California State Assembly, underhuset i delstatens lagstiftande församling, 1856-1857. Han var en kort tid viceguvernör innan guvernör Milton Latham tillträdde som ledamot av USA:s senat. Downey var den första guvernören i Kalifornien som inte var född i USA.
Efter tiden som guvernör grundade Downey tillsammans med Isaias W. Hellman den första framgångsrika banken i Los Angeles. Downey och Hellman var också med om att grunda University of Southern California.
Downey, Kalifornien har fått sitt namn efter John G. Downey.